# كايل سبنسر
كايل سبنسر (بالإنجليزية: Kyle Spencer)‏ مواليد 26 يناير 1976 في كوفنتري، المملكة المتحدة، هو لاعب كرة مضرب بريطاني سابق وكان يلعب باليد اليمنى. أعلى تصنيف له في الفردي كان المركز الـ 953 في سنة 1998. أعلى تصنيف له في الزوجي كان المركز الـ 126 في سنة 2000. سبق أن شارك في دورة الألعاب الأولمبية الصيفية.

## روابط خارجية
- كايل سبنسر على موقع رابطة محترفي التنس (الإنجليزية)
- كايل سبنسر على موقع الاتحاد الدولي لكرة المضرب (الإنجليزية)
- كايل سبنسر على موقع خلاصة التنس.كوم (الإنجليزية)
- كايل سبنسر على موقع أوليمبيديا (الإنجليزية)